# Horn Hill (Alabama)
Pour les articles homonymes, voir Horn Hill.
Horn Hill est une ville du comté de Covington située dans l'État d'Alabama, aux États-Unis,.
Elle est incorporée en juillet 1985.

## Démographie
| 1970 | 1980 | 2000 | 2010 | - | - |
| ---- | ---- | ---- | ---- | - | - |
| 136  | 186  | 235  | 228  | - | - |

## Source de la traduction
- (en) Cet article est partiellement ou en totalité issu de l’article de Wikipédia en anglais intitulé « Horn Hill, Alabama » (voir la liste des auteurs).